# Драфт НБА 1965
Драфт НБА 1965 року відбувся 6 травня. 10 команд Національної баскетбольної асоціації (НБА) по черзі вибирали найкращих випускників коледжів. Гравець, який завершував четвертий рік у коледжі отримував право на участь у драфті. Команди, які посіли останні місця у своїх дивізіонах, Сан-Франциско Ворріорз і Нью-Йорк Нікс, отримали право перших чотирьох виборів на драфті. Решту драфт-піків першого а також інших раундів команди дістали у зворотньому порядку до їхнього співвідношення перемог до поразок у сезоні 1964–1965.
Перед драфтом будь-яка команда могла відмовитися від права вибору в першому раунді й вибрати будь-якого гравця в радіусі 50 миль від домашньої арени як свій територіальний вибір. Драфт складався з 17-ти раундів, на яких вибирали 112 гравців. Цей драфт був останній, на якому проводився територіальний вибір. Починаючи з драфту 1966 його скасували (т.зв. ера "загального драфту").

## Нотатки щодо виборів на драфті і кар'єр деяких гравців
Перед драфтом Нью-Йорк Нікс, Детройт Пістонс і Лос-Анджелес Лейкерс як територіальний вибір вибрали відповідно Білла Бредлі, Білла Бантіна і Гейла Гудріча. Сан-Франциско Ворріорз під першим номером вибрали Фреда Гетцела з Коледжу Девідсона. Ворріорз під другим загальним номером вибрали Ріка Барріа з Університету Маямі, який у свій перший сезон виграв звання новачка року. Четверо гравців з цього драфту, Баррі, Бредлі, Гудріч і п'ятий вибір Біллі Каннінгем, введені до Зали слави. Баррі і Каннінгем також обрані до списку 50 найвизначніших гравців в історії НБА, оголошеного 1996 року до 50-річчя ліги.
Серед досягнень Баррі: одне чемпіонство НБА в складі Ворріорз у сезоні 1974–1975, одна нагорода найціннішому гравцеві фіналу НБА, п'ять разів потрапляння до Збірної всіх зірок і чотири рази - на Матч всіх зірок. Серед досягнень Каннінгема: одне чемпіонство НБА в складі Філадельфія Севенті-Сіксерс у сезоні 1966–1967, чотири потрапляння до Збірної всіх зірок і чотири - на Матч всіх зірок. Також він грав два сезони в Американській баскетбольній асоціації (АБА) в складі Кароліна Кугарс. У свій перший сезон там він виграв звання найціннішого гравця АБА, а також потрапив на Матч всіх зірок і до Збірної всіх зірок АБА. Згодом він був тренером Севенті Сіксерс упродовж восьми сезонів і виграв з ними чемпіонство у сезоні 1982–1983. Серед досягнень Гудріча: одне чемпіонство НБА в складі Лос-Анджелес Лейкерс у сезоні 1971–1972, одне потрапляння до Збірної всіх зірок і п'ять - на Матч всіх зірок. Бредлі, який провів усі 10 років своєї ігрової кар'єри у складі Нікс, двічі ставав чемпіоном НБА у сезонах 1969–1970 і 1972–1973 і один раз його обирали на Матч всіх зірок. Після завершення ігрової кар'єри Бредлі став успішним політиком. Його обирали від Демократичної партії до Сенату США впродовж 18-ти років. Також він був кандидатом на президентську номінацію на виборах 2000 від демократів, програвши тодішньому віце-президентові Альбертові Гору на президентських праймеріс.

## Драфт
| Поз.    | G        | F       | C         |
| Позиція | Захисник | Форвард | Центровий |

| ^ | Позначає гравців, обраних у Баскетбольну залу слави Нейсміта                                                        |
| * | Позначає гравців, які взяли участь принаймні в одній грі матчу всіх зірок НБА і потрапили до Збірної всіх зірок НБА |
| + | Позначає гравців, які взяли участь принаймні в одній грі матчу всіх зірок НБА                                       |
| # | Позначає гравців, які жодного разу не грали в регулярному сезоні НБА або плей-оф                                    |

| Раунд | Вибір | Гравець           | Поз. | Громадянство      | Команда НБА                   | Коледж/Клуб       |
| ----- | ----- | ----------------- | ---- | ----------------- | ----------------------------- | ----------------- |
| T     | –     | Білл Бредлі^      | G/F  | США               | Нью-Йорк Нікс                 | Принстон          |
| T     | –     | Білл Бантін       | F/C  | США               | Детройт Пістонс               | Мічиган           |
| T     | –     | Гейл Гудріч^      | G    | США               | Лос-Анджелес Лейкерс          | УКЛА              |
| 1     | 1     | Фред Гетцел       | F/C  | США               | Сан-Франциско Ворріорз        | Девідсон          |
| 1     | 2     | Рік Баррі^        | F    | США               | Сан-Франциско Ворріорз        | Маямі             |
| 1     | 3     | Дейв Столлворт    | F/C  | США               | Нью-Йорк Нікс                 | Вічита Стейт      |
| 1     | 4     | Джеррі Слоун+1[›] | G/F  | США               | Балтимор Буллетс              | Евансвіл          |
| 1     | 5     | Біллі Каннінгем^  | F/C  | США               | Філадельфія Севенті-Сіксерс   | Північна Кароліна |
| 1     | 6     | Джим Вашингтон    | F/C  | США               | Сент-Луїс Гокс                | Вілланова         |
| 1     | 7     | Нейт Боумен       | C    | США               | Цинциннаті Роялз              | Вічита Стейт      |
| 1     | 8     | Оллі Джонсон#     | C    | США               | Бостон Селтікс                | Сан-Франциско     |
| 2     | 9     | Вілберт Фрезьєр   | F/C  | США               | Сан-Франциско Ворріорз        | Гремблінг         |
| 2     | 10    | Дік Ван Арсдейл+  | G/F  | США               | Нью-Йорк Нікс                 | Індіана           |
| 2     | 11    | Том Ван Арсдейл+  | G/F  | США               | Детройт Пістонс               | Індіана           |
| 2     | 12    | Тал Броуді#2[›]   | G    | США · Ізраїль1[›] | Балтимор Буллетс              | Іллінойс          |
| 2     | 13    | Джессі Бренсон    | F    | США               | Філадельфія Севенті-Сіксерс   | Елон              |
| 2     | 14    | Гал Блевінс#      | G    | США               | Нью-Йорк Нікс (від Сент-Луїс) | Arkansas AM&N     |
| 2     | 15    | Флінн Робінсон+   | G    | США               | Цинциннаті Роялз              | Вайомінг          |
| 2     | 16    | Джон Фейрчайлд    | F    | США               | Лос-Анджелес Лейкерс          | Браєм Янг         |
| 2     | 17    | Рон Воттс         | F    | США               | Бостон Селтікс                | Вейк Форест       |

## Інші вибори
Цих гравців на драфті НБА 1985 вибрали після другого раунду, але вони зіграли в НБА принаймні одну гру.
| Раунд | Вибір | Гравець           | Поз. | Громадянство | Команда НБА                 | Коледж/Клуб        |
| ----- | ----- | ----------------- | ---- | ------------ | --------------------------- | ------------------ |
| 3     | 18    | Кіт Еріксон       | G/F  | США          | Сан-Франциско Ворріорз      | УКЛА               |
| 3     | 19    | Баррі Клеменс     | F    | США          | Нью-Йорк Нікс               | Огайо Веслеян      |
| 3     | 20    | Рон Рід           | F    | США          | Детройт Пістонс             | Нотр-Дам           |
| 3     | 22    | Боб Вайсс         | G    | США          | Філадельфія Севенті-Сіксерс | Пенсільванія Стейт |
| 3     | 24    | Джон Макглоклін+  | G/F  | США          | Цинциннаті Роялз            | Індіана            |
| 3     | 25    | Джим Калдвелл     | C    | США          | Лос-Анджелес Лейкерс        | Джорджия Тек       |
| 3     | 26    | Тобі Кімболл      | F/C  | США          | Бостон Селтікс              | Коннектикут        |
| 4     | 31    | Генк Фінкель      | C    | США          | Філадельфія Севенті-Сіксерс | Дейтон             |
| 4     | 33    | Боб Лав*          | F    | США          | Цинциннаті Роялз            | Саутерн            |
| 7     | 56    | Віллі Сомерсет    | G    | США          | Балтимор Буллетс            | Дюкейн             |
| 8     | 67    | Джим Фокс         | F/C  | США          | Цинциннаті Роялз            | Південна Кароліна  |
| 10    | 75    | Вейн Моліс        | F    | США          | Нью-Йорк Нікс               | Льюїс              |
| 11    | 82    | Тейлс Макрейнолдс | G    | США          | Балтимор Буллетс            | Майлз              |

## Нотатки
^ 1: Балтимор Буллетс вибрали Джеррі Слоуна в третьому раунді драфту 1964 як друніора, який мав право на участь, але він вирішив залишитися в коледжі.

^ 2: Тал Броуді народився в США і став громадянином Ізраїлю в 1970 році. Він грав як за збірну США так і за збірну Ізраїлю.